# One Way
Pour les articles homonymes, voir One Way (homonymie).
One Way est un label d'une compagnie de disque indépendante basé à Albany, dans l'État de New York. Fondé en 1971 et disparu au début des années 2000, il est spécialisé dans les compilations et rééditions à bas prix d'albums de rock classique.

## Historique
One Way Records est fondée par David Schlang en 1971, celui-ci en est le président jusqu'en 1995, puis à nouveau à partir de 1999.
Spécialisé dans les rééditions à bas prix d'albums de rock. Les autres labels qui ont occupé ce créneau de réédition sont Collector's Pipeline, Rhino Records et Razor & Tie, il se lance, dans les années 1990, dans le pressage de rééditions de disques qui étaient "passés à travers les mailles du filet" lors de la transition de l'industrie musicale du vinyle vers le disque compact.
One Way Records fait partie d'une société qui servait de rack jobber (en) et de distributeur de musique pour des albums à bas prix et des compilations. En 1995, elle est vendue à Alliance Entertainment, pour 18,5 millions de dollars ; à ce moment-là, la société avait un chiffre d'affaires annuel d'un peu plus de 35 millions de dollars, dont le label représentait 15 %.
En 1994, Terry Wachsmuth, le directeur artistique du label, prédit que « tôt ou tard, cela va se tarir, mais nous nous attendons à faire cela pendant encore 5 à 10 ans au moins », Le label est fermé au début des années 2000.